# أطفال الحجارة
أطفال الحجارة، سمة من سمات المقاومة الفلسطينية يتعلق بمقاومة الأطفال لآلة الحرب الإسرائيلية خلال الانتفاضة الأولى.
هي عمليات احتجاج جماعية للأطفال الفلسطينيين في القرى والمدن الفلسطينية حيث تقف القوات الإسرائيلية المدججة بالسلاح والدروع الواقية لتواجه مجموعات الصغار العزل من السلاح إلا من الحجارة لتبدأ مواجهة غير متكافئة بإطلاق الجنود الإسرائيليين النار الكثيفة على الأطفال من طلقات مطاطية ورصاص حي مما كان يؤدي إلى فقء عيون مئات الأطفال وقتل مئات الضحايا المدنيين الفلسطينيين، وهذا النوع من المقاومة أكسب الفلسطينيين تعاطفا إعلاميا عالميا.
بدأت الانتفاضة الأولى خلال نوفمبر عام 1987 وخفت وطأتها عام 1991 وانتهت عند عقد اتفاقية أوسلو عام 1993.